# Für Stadt und Land
Für Stadt und Land war eine jeden Sonntagmittag ausgestrahlte Hörfunk-Sendung des Hessischen Rundfunks in den 1950er bis 1990er Jahren. Die Sendung hatte die Form eines Gesprächs zwischen zwei Männern, Heiner (gesprochen von Heinz Erle) und Philipp (gesprochen zuerst von Botho Jung, dann von Otto Kunkel). Später kam mit Babett (Lieselotte Siener-Perne) noch eine Frau dazu.
Die Sprecher begrüßten sich stets mit Mahlzeit!, um anschließend in Frankfurter Mundart über wechselnde Themen aus Landwirtschaft und Gartenbau zu plaudern.
Die Sendung gehörte zu den am längsten laufenden Produktionen in der Geschichte des Hessischen Rundfunks.